# Futtetenne (Bud Spencer)
Futtetenne è l'unico album dell'attore Bud Spencer, uscito nel 2016, qualche mese prima della sua morte, avvenuta il 27 giugno. L'album è una raccolta di tutte le sue canzoni registrate dal 1961 al 2015, escluse quelle cantate con altri musicisti. 

## Descrizione
Le canzoni sono state registrate nei seguenti anni:
- 1. registrata e uscita come singolo nel 2003.
- 2. registrata nel 1995, cantata nel programma tedesco RTL Nachtshow nel marzo 1995.
- 3.-4. registrate nel 2001 come colonna sonora del film per la televisione Padre Speranza, con protagonista lo stesso Bud Spencer ma uscito solo nel 2005.
- 5.-6.-7.-8. inedite e registrate nel 2015.
- 9.-10. registrate e uscite come singolo nel 1961.

## Tracce
Testi e musiche di Bud Spencer, Nereo Foresti.
1. Futtetenne – 4:37
2. Chaque fois – 3:25
3. A vulimme fernì – 4:37
4. Che ne parlamm' a' fa' – 4:21
5. Nuvole – 3:02
6. Josephine – 2:20
7. J'aime Paris – 4:33
8. È tutta colpa dell'ozono – 4:23
9. Ciuf ciuf cia – 2:19 – Bonus track
10. In una nuvola – 2:39 – Bonus track